# 코스타트로피칼

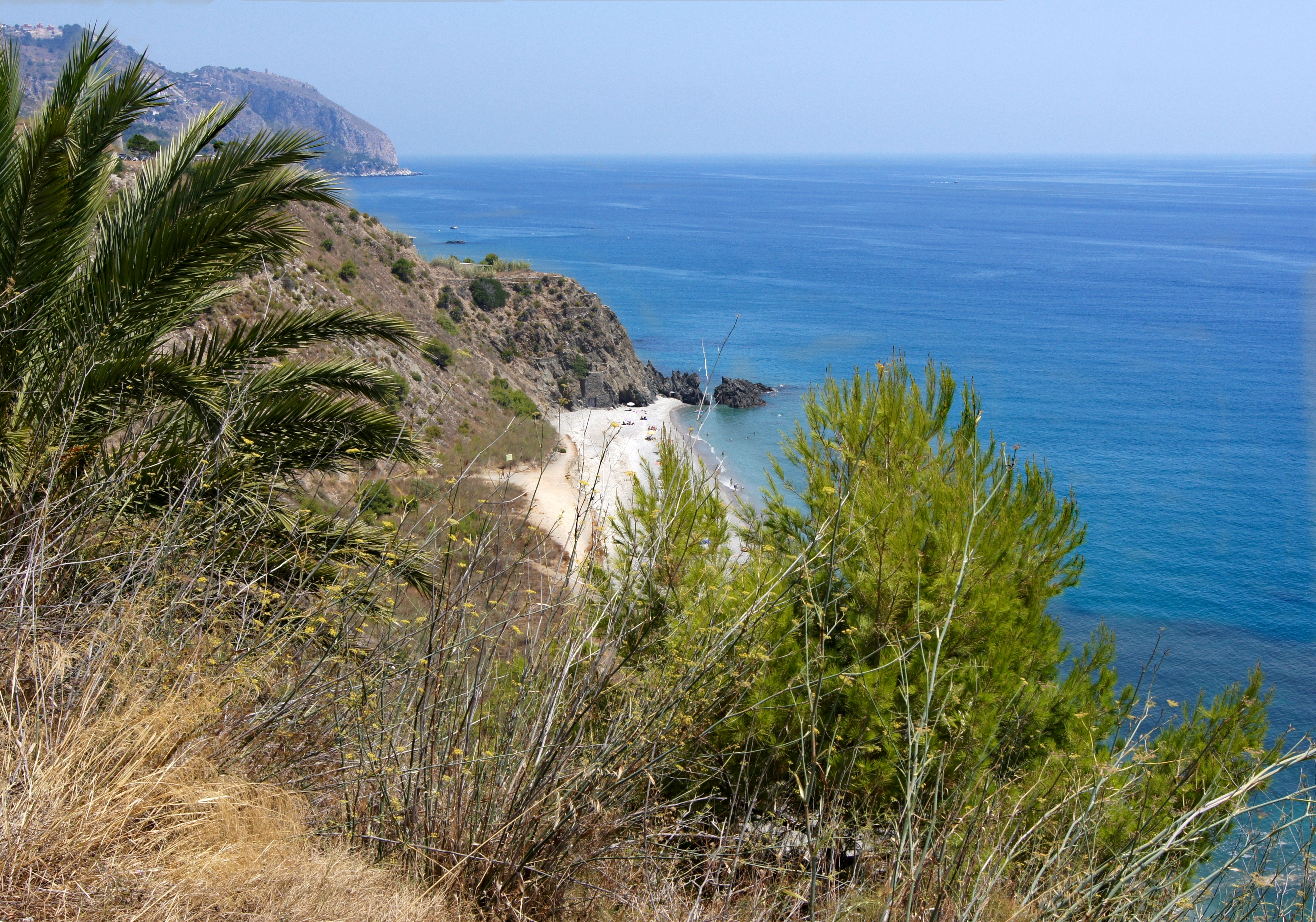
코스타트로피칼

코스타트로피칼(스페인어: Costa Tropical)은 스페인 안달루시아 지방의 코마르카로, 해안 지역이다.